# Paul Harrison (calciatore)
Paul Harrison (Liverpool, 18 dicembre 1984) è un ex calciatore inglese, di ruolo portiere.

## Carriera
Un passato nelle giovanili del Liverpool senza mai esordire in prima squadra. Dopo esperienze in Inghilterra, debutta nel campionato gallese con la maglia del The New Saints.

## Palmarès

### Club

#### Competizioni nazionali
- Welsh Premier League: 10

The New Saints: 2009-2010, 2011-2012, 2012-2013, 2013-2014, 2014-2015, 2015-2016, 2016-2017, 2017-2018, 2018-2019, 2021-2022
- Welsh League Cup: 3

The New Saints: 2010-2011, 2014-2015, 2015-2016
- Coppa del Galles: 6

The New Saints: 2011-2012, 2013-2014, 2014-2015, 2015-2016, 2018-2019, 2021-2022